# Уилсон, Эдвард Осборн
Э́двард О́сборн Уи́лсон (англ. Edward Osborne Wilson; 10 июня 1929, Бирмингем, штат Алабама, США — 26 декабря 2021) — американский биолог, социобиолог, мирмеколог, эколог, писатель, дважды лауреат Пулитцеровской премии. Был признанным в мире экспертом по муравьям и получил прозвище Ant Man.
Уилсон был назван «отцом социобиологии» и «отцом науки о биоразнообразии» за его защиту окружающей среды и его светско-гуманистические и деистические идеи, касающиеся религиозных и этических вопросов.
Член Национальной академии наук США (1969), иностранный член Лондонского королевского общества (1990). Профессор Гарвардского университета. Удостоен Национальной научной медали США (1976) и других престижных отличий. Автор более 30 книг и более 430 научных статей, некоторые из которых являются наиболее цитируемыми в истории и изданы в таких важных научных журналах, как Nature или Science. Его работы «Character displacement», опубликованная в 1956 году в соавторстве с Уильямом Брауном-младшим, «The Theory of Island Biogeography», подготовленная вместе с Робертом МакАртуром в 1967 году, «Experimental zoogeography of islands: the colonization of empty islands», изданная в 1969 году вместе Дэниелом Симберлоффом и его книги «The Insect Societies» и «Sociobiology: The New Synthesis» были удостоены награды Science Citation Classic, самой значимой награды, которая определяет наиболее цитируемые научные работы.
Он также получил более 150 престижных наград и медалей по всему миру, а также более 40 почётных докторских степеней. Он является почётным членом более 30 всемирно известных и престижных организаций, академий и институтов. Его приглашали читать лекции в более чем 100 университетов и институтов по всему миру. В его честь были названы несколько видов животных.
В 1995 году журнал Time назвал его одним из 25 самых влиятельных людей Америки, а в 1996 году международное исследование включило его в число 100 самых влиятельных учёных в истории. В 2000 году журналы Time и Audubon назвали его одним из 100 ведущих экологов века. В 2005 году Foreign Policy назвал его одним из 100 самых важных интеллектуалов мира. В 2008 году он был избран одним из 100 самых влиятельных учёных в истории по версии Britannica Guide. В последующие годы он был включён во множество подобных списков, таких как список «50 самых влиятельных учёных в мире сегодня», подготовленный TheBestSchools.

## Биография

### Ранние годы
Уилсон родился 10 июня 1929 года в Бирмингеме, штат Алабама. Согласно его автобиографии Naturalist, он вырос в основном в Вашингтоне, округ Колумбия, и в сельской местности вокруг города Мобил, штат Алабама.
Уже в раннем возрасте заинтересовался природой. Родители, Эдвард и Инез Уилсон, развелись, когда Эдварду было 7 лет. В том же году он повредил глаз в результате несчастного случая на рыбалке. Он страдал часами, но продолжал ловить рыбу. Уилсон не жаловался, потому что ему не терпелось побыть на улице. Он не обращался за медицинской помощью. Несколько месяцев спустя его правый зрачок затуманился катарактой. Его поместили в Pensacola Hospital, чтобы удалить хрусталик. Уилсон пишет в своей автобиографии, что «операция была ужасающим испытанием [19] века». У него осталось полное зрение только на левый глаз. Проблемы со зрением не позволяли ему наблюдать за птицами и млекопитающими, что побудило его сосредоточиться на «мелочах»: «Я замечал бабочек и муравьёв больше, чем другие дети, и автоматически заинтересовался ими».
Хотя он потерял стереоскопическое зрение, Уилсон все ещё мог видеть мелкий шрифт и волоски на телах мелких насекомых. Он рос в разных городах, куда переезжали его отец с мачехой.
В возрасте девяти лет Уилсон предпринял свои первые экспедиции в парке Рок-Крик в Вашингтоне, округ Колумбия. Он начал собирать насекомых и увлёкся бабочками. Он ловил их с помощью сетей, сделанных из метёлок, вешалок и марлевых мешков. Эти экспедиции привели к увлечению Уилсона муравьями. В своей автобиографии он описывает, как однажды он сорвал кору с гниющего дерева и обнаружил внизу муравьёв Acanthomyops. Муравьи-рабочие, которых он нашёл, были «мелкими, толстыми, ярко-жёлтыми и источали сильный лимонный запах». Уилсон сказал, что это событие произвело на него «яркое и неизгладимое впечатление». Он также получил награду Eagle Scout и работал командиром по охране природы в своём летнем лагере бойскаутов. В 18 лет, намереваясь стать энтомологом, он начал со сбора мух, но нехватка булавок для насекомых, вызванная Второй мировой войной, заставила его переключиться на муравьёв, которых можно было хранить во флаконах.
При поддержке Мэрион Смит (Marion R. Smith), мирмеколога из Национального музея естественной истории (Вашингтон), начал изучать муравьёв штата Алабама. Это исследование привело его к сообщению о первой колонии огненных муравьёв в США, недалеко от порта Мобил.

### Образование
Обеспокоенный тем, что он, возможно, не сможет позволить себе поступить в университет, Уилсон попытался записаться в армию Соединённых Штатов. Он планировал получить финансовую поддержку правительства США для своего образования, но не прошёл медицинское обследование в армии из-за слабого зрения. В конце концов Уилсон смог позволить себе поступить в Университет Алабамы, получив степень бакалавра и магистра наук по биологии в 1950 году. В 1951 году он перешёл в Гарвардский университет.
Избранный в Гарвардское общество стипендиатов, он мог путешествовать в зарубежных экспедициях, собирая виды муравьёв Кубы и Мексики, а также путешествовать по южной части Тихого океана, включая Австралию, Новую Гвинею, Фиджи, Новую Каледонию и Шри-Ланку. В 1955 году он получил докторскую степень в Гарвардском университете и женился на Ирен Келли.

### Последние годы
В 1996 году Уилсон официально вышел в отставку с должности профессора Гарвардского университета, где он продолжал занимать должности Заслуженного профессора (Professor Emeritus) и почётного куратора энтомологии (Honorary Curator in Entomology). В 2005 году он основал фонд «Фонд биоразнообразия имени Уилсона» (E.O. Wilson Biodiversity Foundation), который финансирует научно-литературную премию PEN/E. O. Wilson Literary Science Writing Award (учреждена в 2010 году совместно Уилсоном и Харрисоном Фордом) и является «независимым фондом» при Nicholas School of the Environment, Дьюкский университет (штат Северная Каролина). Уилсон стал специальным лектором в Duke University в рамках соглашения.
Уилсон вместе со своей женой Ирен проживал в Лексингтоне, штат Массачусетс (США). У него есть дочь Кэтрин (Catherine I. Cargill).
Умер 26 декабря 2021 года в городе Берлингтон, штат Массачусетс.

## Карьера
С 1956 по 1996 год Уилсон работал в Гарвардском университете. Он начинал как специалист по систематике муравьёв и работал над пониманием их микроэволюции, как образовывались новые виды, избегая неблагоприятных экологических условий и переходя в новые места обитания. Он разработал биогеографическую теорию «таксонного цикла» после того, как он исследовал распространение, среду обитания, поведение и морфологию видов муравьёв на архипелаге Меланезия.
В 1964 году стал профессором зоологии в Гарвардском университете; в 1969 году избран членом Национальной академии наук США.
Он сотрудничал с математиком Уильямом Боссертом и открыл химическую природу общения муравьёв через феромоны. В 1960-х он сотрудничал с математиком и экологом Робертом МакАртуром в разработке теории равновесия видов. В 1970-х он и Дэниел Симберлофф проверили эту теорию на крошечных мангровых островках в Флорида-Кис. Они удалили все виды насекомых и наблюдали за повторным заселением новыми видами. Книга Уилсона и Макартура «The Theory of Island Biogeography» стала основой Теории островной биогеографии и стандартным учебником по экологии. Теория Макартура и Уилсона позволяет прогнозировать будущее
природы, в том числе развитие городов.
В 1971 году опубликовал книгу «Общества насекомых» (The Insect Societies) о биологии социальных насекомых, таких как муравьи, пчёлы, осы и термиты. В 1973 году Уилсон был назначен «хранителем насекомых» в Музее сравнительной зоологии.
В 1975 году он опубликовал свой фундаментальный труд книгу «Социобиология: новый синтез», применив свои теории поведения насекомых к позвоночным, а в последней главе — к людям. В ней он развил понятие социобиологии. Книга была первой попыткой объяснить альтруизм, агрессию и тому подобные типы социального поведения животных (в основном муравьёв, так как это была специализация Уилсона) при помощи эволюционных механизмов. Уилсон утверждает, что любое поведение животных, и в частности человека, является продуктом наследственности, экологических стимулов и прошлого опыта, а свобода воли — это иллюзия. Социобиологическая теория Уилсона призвана научно обосновать несостоятельность подхода «tabula rasa», согласно которому человек рождается без каких-либо врождённых знаний. Он предположил, что развитые и унаследованные тенденции ответственны за иерархическую социальную организацию среди людей.
В 1978 году Уилсон опубликовал книгу «О природе человека», в которой говорилось о роли биологии в эволюции человеческой культуры, и получил Пулитцеровскую премию в категории за документальную литературу (General Nonfiction).
В 1981 году после сотрудничества с Чарльзом Ламсденом он опубликовал «Гены, разум и культура» (Genes, Mind and Culture), теорию коэволюции генов и культур. В 1990 году он опубликовал книгу с фундаментальным обзором всех сторон жизни муравьёв The Ants, написанную в соавторстве с Бертом Холлдоблером и получил за неё свою вторую Пулитцеровскую премию.
В 1990-х годах он опубликовал книгу «Разнообразие жизни» (The Diversity of Life, 1992), автобиографии Naturalist (1994) и Consilience: The Unity of Knowledge (1998) о единстве естественных и социальных наук.
В 1992 году подписал «Предупреждение человечеству».
Подписант Открытого письма об изменении климата от обеспокоенных членов НАН США (2016).
Уилсон является одним из крупнейших в мире мирмекологов — специалистов по муравьям. Им открыто и описано более 300 новых их видов.

## Награды, отличия, почести

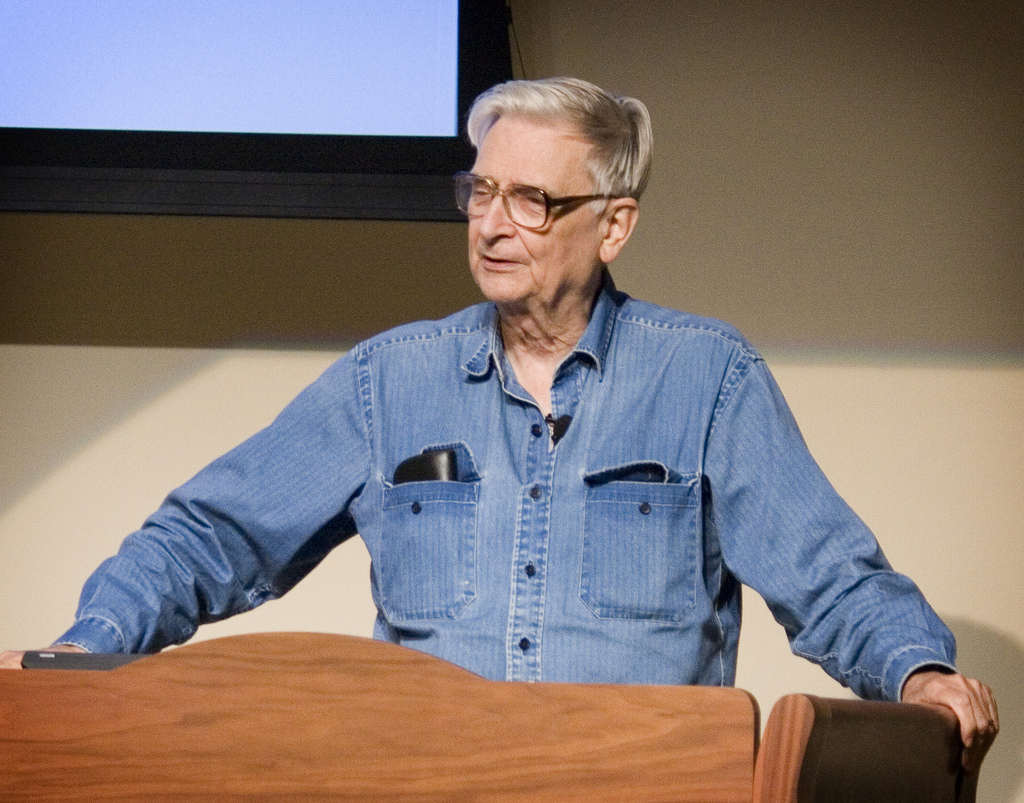
Профессор E.O. Wilson на открытии E.O. Wilson Biophilia Center, Nokuse Plantation, Walton County, Флорида

- Distinguished Eagle Scout Award[англ.][39]
- Стипендия Гуггенхайма (1975)[40]
- Национальная научная медаль США (1976)
- Мессенджеровские лекции (1976)
- Leidy Award, Academy of Natural Sciences of Philadelphia (1979)[41]
- Пулитцеровская премия (1979) — за книгу On Human Nature[42]
- Пулитцеровская премия (1991) — за книгу The Ants
- Премия Тайлера за достижения в области охраны окружающей среды (1984)
- ECI Prize (наземная экология), International Ecology Institute[англ.] (1987)
- Премия Крафорда, 1990[43]
- Финская академия науки и литературы (иностранный член), 1990[44]
- Международная премия по биологии, 1993
- Carl Sagan Award for Public Understanding of Science, 1994
- Time Magazine’s 25 Most Influential People in America, 1995
- Премия Уильяма Проктера за научные достижения, 1997
- Benjamin Franklin Medal for Distinguished Achievement in the Sciences (American Philosophical Society, 1998)[45]
- American Humanist Association's 1999 Humanist of the Year
- Lewis Thomas Prize[англ.], 2000
- Премия Ниренберга, 2001
- Международная премия короля Фейсала, 2000
- SETAC Rachel Carson Award (2004)
- Dauphin Island Sea Lab в 2005 году назвала своё новейшее исследовательское судно R/V E.O. Wilson.
- Addison-Emery-Verrill-Medaille[нем.], Peabody Museum of Natural History (2007)
- TED Prize (2007)[46]
- XIX Premi Internacional Catalunya 2007
- Член World Knowledge Dialogue Honorary Board, and Scientist in Residence for the 2008 symposium organized in Crans-Montana (Швейцария)[47].
- Distinguished Lecturer, University of Iowa, 2008—2009
- E.O. Wilson Biophilia Center, Nokuse Plantation, Walton County, Florida, 2009 год[48][49]
- BBVA Foundation Frontiers of Knowledge Award (2010)[50]
- Heartland Prize[англ.] (2010) — за его первую новеллу Anthill: A Novel[англ.][51]
- Медаль Хаббарда (2013)
- Kew International Medal[англ.] (2014)[52]
- Franklin Founders' Award (2014)

Почётный член Британского экологического общества.

## Основные труды
- The Theory of Island Biogeography, 1967, Princeton University Press (2001 reprint), ISBN 0-691-08836-5, with Robert H. MacArthur
- The Insect Societies, 1971, Harvard University Press, ISBN 0-674-45490-1
- Sociobiology: The New Synthesis 1975, Harvard University Press, (Twenty-fifth Anniversary Edition, 2000 ISBN 0-674-00089-7)
- On Human Nature, 1978, Harvard University Press, ISBN 0-674-01638-6
- Genes, Mind and Culture: The coevolutionary process, 1981, Harvard University Press, ISBN 0-674-34475-8
- Promethean fire: reflections on the origin of mind, 1983, Harvard University Press, ISBN 0-674-71445-8
- Biophilia, 1984, Harvard University Press, ISBN 0-674-07441-6
- Success and Dominance in Ecosystems: The Case of the Social Insects, 1990, Inter-Research, ISSN 0932-2205
- Hölldobler B., Wilson E. O. The Ants. — Harvard University Press, 1990. — 732 p. — ISBN 0-674-04075-9., Winner of the Pulitzer Prize
- The Diversity of Life, 1992, Harvard University Press, ISBN 0-674-21298-3, The Diversity of Life: Special Edition, ISBN 0-674-21299-1
- The Biophilia Hypothesis, 1993, Shearwater Books, ISBN 1-55963-148-1, соавтор Stephen R. Kellert
- Journey to the Ants: A Story of Scientific Exploration, 1994, Harvard University Press, ISBN 0-674-48525-4, соавтор Bert Hölldobler
- Naturalist, 1994, Shearwater Books, ISBN 1-55963-288-7
- In Search of Nature, 1996, Shearwater Books, ISBN 1-55963-215-1, соавтор Laura Simonds Southworth
- Consilience: The Unity of Knowledge, 1998, Knopf, ISBN 0-679-45077-7
- The Future of Life, 2002, Knopf, ISBN 0-679-45078-5
- Pheidole in the New World: A Dominant, Hyperdiverse Ant Genus, 2003, Harvard University Press, ISBN 0-674-00293-8
- From So Simple a Beginning: Darwin’s Four Great Books. 2005, W. W. Norton.
- The Creation: An Appeal to Save Life on Earth, September 2006, W. W. Norton & Company, Inc. ISBN 978-0-393-06217-5
- Nature Revealed: Selected Writings 1949—2006, Johns Hopkins University Press, Baltimore. ISBN 0-8018-8329-6
- The Superorganism: The Beauty, Elegance, and Strangeness of Insect Societies, 2009, W.W. Norton & Company, Inc. ISBN 978-0-393-06704-0, соавтор Bert Hölldobler Обзор
- Anthill: A Novel, April 2010, W. W. Norton & Company, Inc. ISBN 978-0-393-07119-1
- Kingdom of Ants: Jose Celestino Mutis and the Dawn of Natural History in the New World, 2010, Johns Hopkins University Press, Baltimore, with José María Gómez Durán
- The Leafcutter Ants: Civilization by Instinct, 2011, W.W. Norton & Company, Inc. ISBN 978-0-393-33868-3, with Bert Hölldobler
- The Social Conquest of Earth, 2012, Liveright Publishing Corporation, New York, ISBN 978-0-87140-413-8
- Letters to a Young Scientist, 2013, WW Norton & Company, ISBN 0871407000
- A Window on Eternity: A Biologist’s Walk Through Gorongosa National Park, 2014, Simon & Schuster, ISBN 1476747415
- The Meaning of Human Existence, 2014, Liveright, ISBN 0871401002
- Half-Earth: Our Planet’s Fight for Life, New York: Liveright Publishing Corporation, a division of W. W. Norton & Company. 2016, ISBN 978-1-63149-252-5
- The Origins of Creativity, 2017, Liveright, ISBN 978-1-63149-318-8
- Genesis: The Deep Origin of Societies, 2019, Liveright, ISBN 978-1631495540
- Tales from the Ant World, 2020, Liveright, ISBN 978-1-63149-556-4
- Naturalist: A Graphic Adaptation, 2020, Island Press, ISBN 978-1-61091-958-6

На русском
- Эдвард Уилсон и Берт Хёлльдоблер. Путешествие к муравьям = Journey to the Ants: A Story of Scientific Exploration / Пер. с англ. Иделии Айзятуловой. — М.: Бомбора, 2022. — 320 с. — (Кругозор Дениса Пескова). — ISBN 978-5-04-155921-2.
- Эдвард Уилсон. Хозяева Земли. Социальное завоевание планеты человечеством = The Social Conquest of Earth / Пер. с англ. Натальи Ленцман. — М.: Питер, 2014. — 368 с. — (New Science). — ISBN 978-5-496-00429-9.
- Эдвард Уилсон. Смысл существования человека = The Meaning of Human Existence / Пер. с англ. Олега Сивченко. — М.: Альпина нон-фикшн, 2015. — 216 с. — ISBN 978-5-91671-434-0.
- Эдвард Уилсон. Будущее Земли. Наша планета в борьбе за жизнь = Half-Earth: Our Planet’s Fight for Life / Пер. с англ. Сергея Чернина; науч. ред. канд. биол. наук Елена Ванисова. — М.: Альпина нон-фикшн, 2017. — 320 с. — ISBN 978-5-91671-722-8.
- Эдвард Уилсон. Происхождение творчества. Провокационное исследование: почему человек стремится к созданию прекрасного = The Origins of Creativity / Пер. с англ. Евгения Кручины. — М.: Бомбора, 2019. — 256 с. — (Удовольствие от науки). — ISBN 978-5-04-096594-6.
- Эдвард  Уилсон. Эусоциальность. Люди, муравьи, голые землекопы и другие общественные животные = Genesis: The Deep Origin of Societies / Пер. с англ. Маскима Исакова; науч. ред. канд. биол. наук Елена Ванисова. — М.: Альпина нон-фикшн, 2019. — 158 с. — (Библиотека фонда «Траектория»). — ISBN 978-5-91671-697-9.
- Эдвард Уилсон. Планета муравьёв = Tales from the Ant World / Пер. с англ. Ирины Евстигнеевой; науч. ред. канд. биол. наук Иван Яковлев. — М.: Альпина нон-фикшн, 2022. — 211 с. — (Животные). — ISBN 978-5-00139-583-6..

## Названы в честь Уилсона
- Eowilsonia, род тараканов
- †Apterostigma eowilsoni Schultz, 2007, вид муравьёв[54]
- Agraulomyrmex wilsoni Prins, 1983[55]
- Aphaenogaster wilsoni Cagniant, 1988[56]
- Dacetinops wilsoni Taylor, 1985[57]
- Gnamptogenys wilsoni Lattke, 2007[58]
- Leptothorax wilsoni Heinze, 1989[59]
- Meranoplus wilsoni Schödl, 2007[60]
- Miniopterus wilsoni Monadjem et al., 2020 — вид рукокрылых[61]
- Monomorium wilsoni Espadaler, 2007
- Myrmoderus eowilsoni Moncrieff et al, 2018 — вид птиц.
- Neivamyrmex wilsoni Snelling, G.C. & Snelling, R.R., 2007[62]
- Pheidole eowilsoni Longino, 2009[63]
- Polyrhachis wilsoni Kohout, 2007[64]
- Pristomyrmex wilsoni Taylor, 1968[65]
- Rhytidoponera wilsoni Brown, 1958[66]
- Stigmacros wilsoni McAreavey, 1957
- Strumigenys wilsoni Brown, 1969[67]
- Strumigenys wilsoniana Baroni Urbani, 2007[68] (=Pyramica wilsoni Wang, 2000)[69]
- Zasphinctus wilsoni Hita Garcia, 2017[70]